# Liste der liturgischen Bücher des orthodoxen Christentums

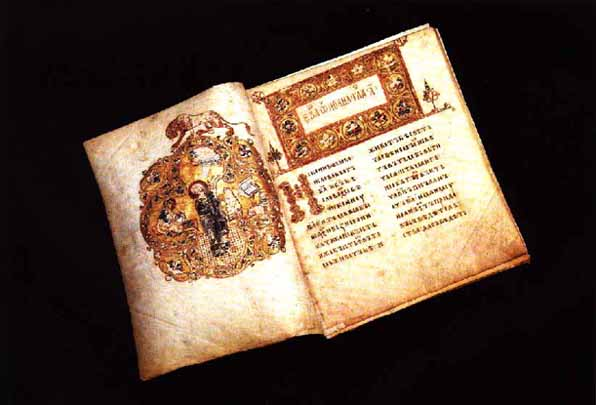
Ostromir-Evangeliar

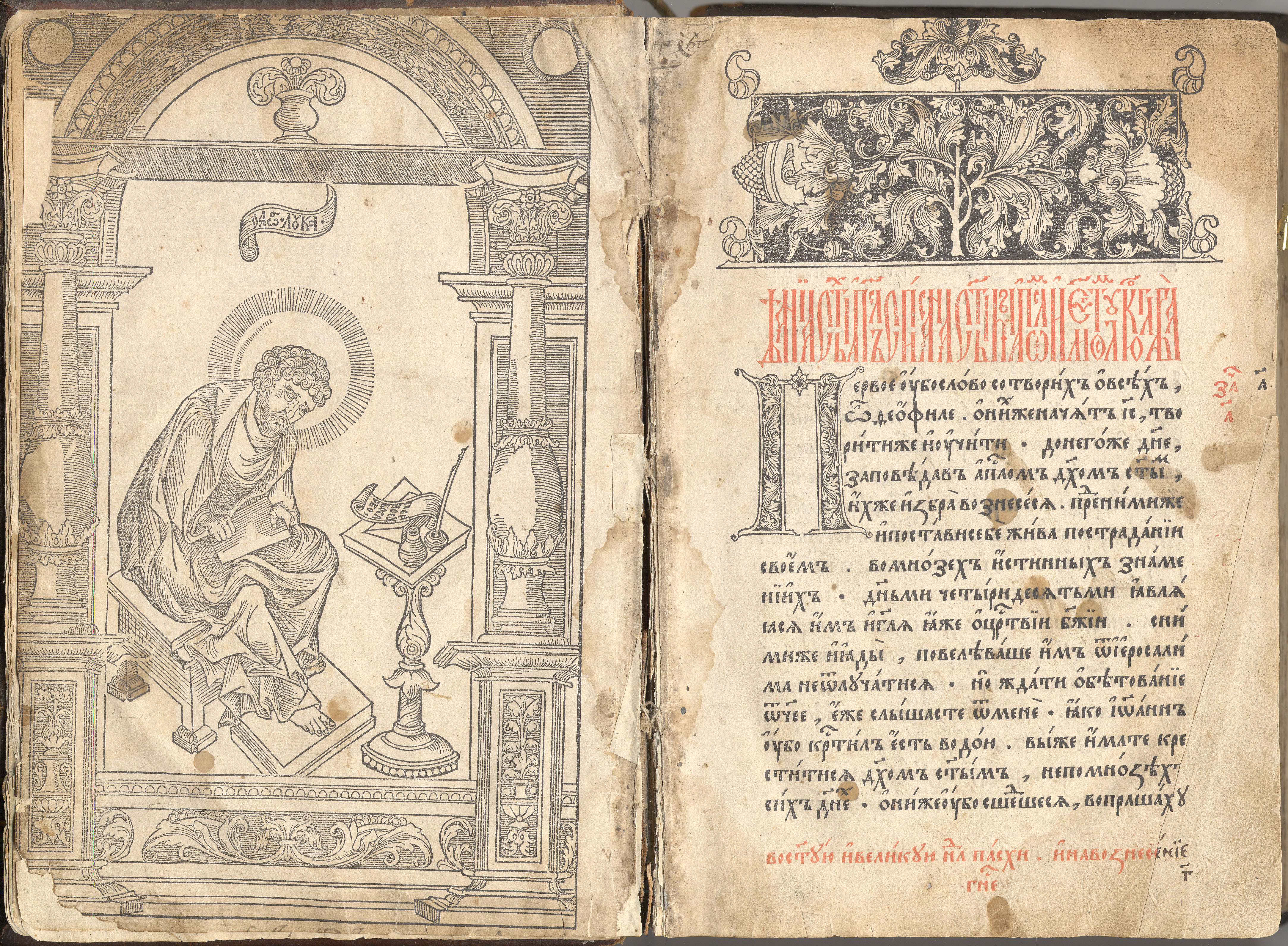
Moskauer Apostolar, 1564

Folgende liturgische Bücher werden in den Gottesdiensten der orthodoxen Kirchen, die in Gemeinschaft mit dem Ökumenischen Patriarchen von Konstantinopel stehen, verwendet:

## Liturgische Bücher
- Das Euchologion (Eὐχολόγιον) umfasst sämtliche oder einen Teil jener Gebete umfasst, die Bischöfe und Presbyter als Vorsteher von Gottesdiensten zu sprechen haben.

Göttliche Liturgie
- Das Liturgikon (auch „Hieratikon“ genannt). Es enthält im Kern die Ordnung und die Texte der Göttlichen Liturgien von Johannes Chrysostomos, von Basilius dem Großen und die Liturgie der Vorgeweihten Gaben.

Biblische Texte 
- Das Evangeliar oder Evangelistar. Es enthält die im Gottesdienst zu verlesenden Texte der vier Evangelien. Im Laufe des Gottesdienstes verehren die Gläubigen das Evangelienbuch, indem sie sich vor ihm verneigen und es küssen.
- Das Apostolar (Apostolos). Es enthält die Perikopen aus der Apostelgeschichte, den Paulusbriefen und den katholischen Briefen.
- Der Psalter. Er enthält die Psalmen, eingeteilt in 20 Abteilungen, Kathismen genannt; zu jedem Kathisma gehören zusätzliche Gebete.

Gebete und Gesänge
- Das Menäon (Monatsbuch). Es enthält die gottesdienstlichen Texte, eingeteilt nach Kalendertagen der einzelnen Monate.
- Die Oktoechos (Buch der acht Töne), auch Parakletike (Παρακλητική) genannt. Das Buch enthält verschiedene Lesungen und Gebete für die Sonntage und Samstagabende, eingeteilt nach den „Acht Tönen“ der Psalmodie. An jedem Sonntag wird einer dieser acht Töne gelesen. Jedem Ton sind zusätzlich Lieder- und Gebetstexte zugeordnet.
- Das Triodion oder Fastentriodion mit Liedern und Gebeten für die Vorfastenzeit und die Große Fastenzeit vom Sonntag des Zöllners und des Pharisäers bis einschließlich zum Karsamstag.
- Das Pentekostarion bzw. Blumentriodion mit Liedern und Gebeten für die 50 Tage der Osterzeit vom Ostersonntag bis zum Sonntag Allerheiligen (Sonntag nach Pfingsten).[1]
- Das Stundengebetbuch („Horologion“), eingeteilt nach Gebetsstunden oder Horen; es enthält auch Canones.
- Das Synaxarion verzeichnet die gottesdienstlichen Feiern im Verlauf des Kirchenjahres.
- Menologion

Weitere wichtige Bücher der orthodoxen Kirchen sind
- Das Typikon enthält alle Vorschriften, die den Vollzug der Gottesdienste betreffen. Auch für Klosterregeln, u. ä.

Abgesehen vom Prophetologion gibt es bisher keine wissenschaftliche Ausgaben der liturgischen Bücher lebendiger byzantinischer Tradition.

## Geschichte
Die ältesten Handschriften des Neuen Testaments wurden wahrscheinlich auch für die Lesungen in den Gottesdiensten benutzt. Die ersten Psalter in griechischer Sprache sind aus dem 6. Jahrhundert erhalten.
Weitere liturgische Bücher (Menäen, Triodien) wurden im Laufe der folgenden Jahrhunderts zusammengestellt und erweitert.
Mit der Missionstätigkeit von Kyrill und Methodios im Mährerreich und in Pannonien entstanden die ersten Übertragungen in die kirchenslawische Sprache im 9. Jahrhundert. Die ältesten erhaltenen Handschriften sind aus dem späten 10. Jahrhundert erhalten.
Seit dem 16. Jahrhundert erschienen dann viele orthodoxe liturgische Bücher als Drucke.
Im 19. Jahrhundert übersetzte Alexej Maltzew die wichtigsten orthodoxen liturgischen Bücher in die deutsche Sprache.